# Церкви на островах Чилое
Церкви на островах Чилое в Чилі — група дерев'яних церков. Вони збудовані цілком з місцевої деревини на островах архіпелагу Чилое, відомому своїм вологим та суворим кліматом. Зведені єзуїтами в рамках кругових місій.

## Короткий опис

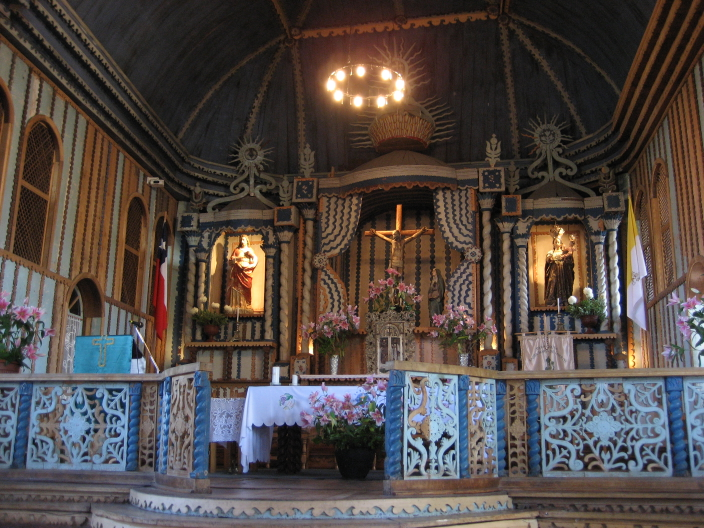
Інтер'єр церкви Ачао

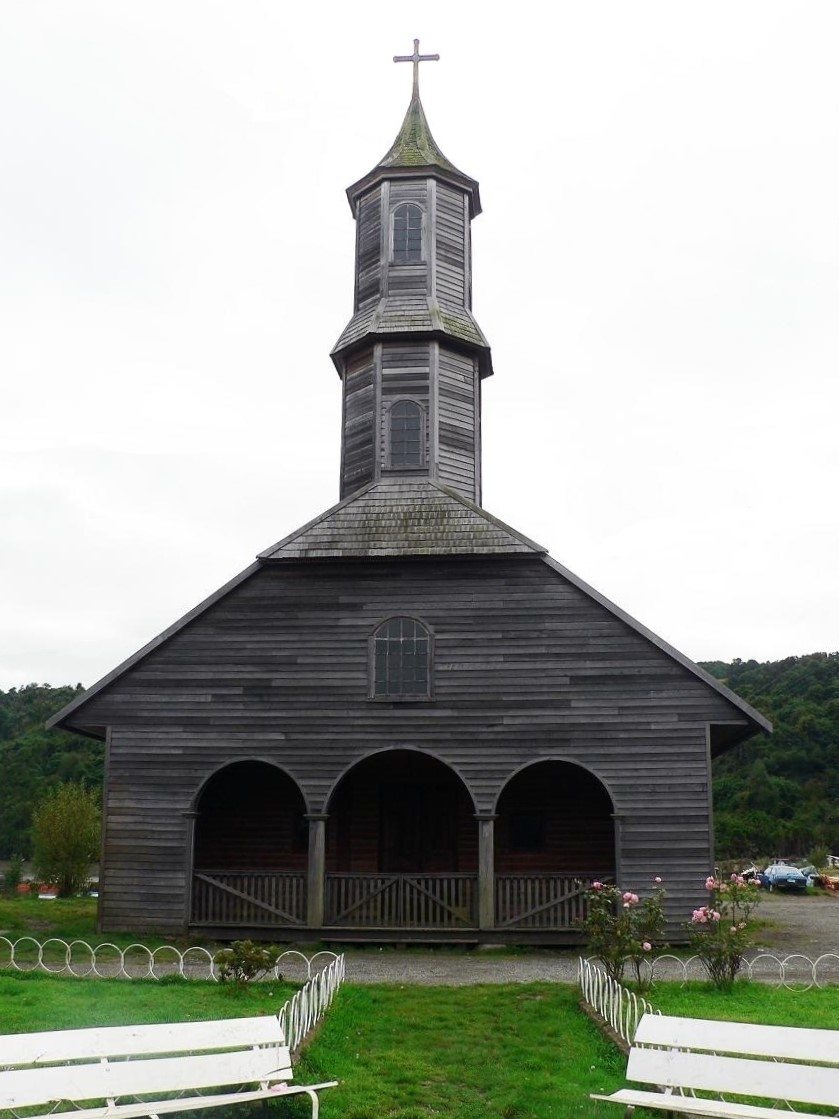
Церква біля Сан-Хуан

Церкви було споруджено у 18 і 19 століттях, коли острів Чилое був частиною іспанського віцекоролівства Перу, вони є прикладом успішного синкретизму європейської єзуїтської культури та місцевих культурних стилів і традицій: чудовий приклад культури метисів.
2000 року церкви острова Чилое були занесені до списку Світової спадщини ЮНЕСКО.

## Список церков
| Код Юнеско | Назва                        | Комуна    | Світлина |
| ---------- | ---------------------------- | --------- | -------- |
| 971-001    | Санта Марія де Лорето        | Кінчао    |          |
| 971-002    | Церква Кінчао                | Кінчао    |          |
| 971-003    | Церква Святого Франциска     | Кастро    |          |
| 971-004    | Церква Рілана                | Кастро    |          |
| 971-005    | Церква Неркона               | Кастро    |          |
| 971-006    | Церква Альдачідо             | Пукельдон |          |
| 971-007    | Церква Ічуака                | Пукельдон |          |
| 971-008    | Церква Детіфа                | Пукельдон |          |
| 971-009    | Церква Вілупуллі             | Чончі     |          |
| 971-010    | Церква Чончі                 | Чончі     |          |
| 971-011    | Церква Тенауна               | Далькауе  |          |
| 971-012    | Церква Коло                  | Кемчі     |          |
| 971-013    | Церква Івана Хрестителя      | Далькауе  |          |
| 971-014    | Церква Богородиці Скорботної | Далькауе  |          |
| 971-015    | Церква Челіна                | Кастро    |          |
| 971-016    | Церква Кагуача               | Кінчао    |          |